# Astragalus neyshaburensis
Astragalus neyshaburensis är en ärtväxtart som beskrevs av Dieter Podlech. Astragalus neyshaburensis ingår i släktet vedlar, och familjen ärtväxter. Inga underarter finns listade i Catalogue of Life.